# Happier Than Ever
A Happier Than Ever Billie Eilish második stúdióalbuma, amely 2021. július 30-án jelent meg. Az albumon hat kislemez hallható, a My Future, a Therefore I Am  a Your Power, a Lost Cause, az NDA és a Happier Than Ever.

## Háttér
Billie Eilish 2019-ben kiadott debütáló albuma, a When We All Fall Asleep, Where Do We Go? nagy sikert aratott. Első helyen debütált a Billboard 200-on és háromszoros platinalemez minősítést kapott az Amerikai Hanglemezgyártók Szövetségétől (RIAA). A Bad Guy kislemezzel együtt Grammy-díjat nyert Az év albuma kategóriában, összesen öt díjat vitt haza érte Eilish. A megjelenés után Eilish egyedülálló kislemezeket kezdett el kiadni, mint az Everything I Wanted (2019) és a My Future (2020), amelyek mind a Billboard Hot 100 legjobb tíz helyének egyikén debütáltak.
2020 januárjában Eilish elmondta, hogy elkezdett dolgozni következő albumán. Márciusban bátyja, Finneas O’Connell ezt megerősítette. Novemberben adta ki az első kislemezt az albumról, Therefore I Am címmel. 2021 januárjában elmondta, hogy az album "pontosan olyannak érződik, mint szerettem volna" és már készen állt kiadásra. A Billie Eilish: Kicsit homályos a világ című dokumentumfilmje egy hónappal később jelent meg. Ugyanebben a hónapban azt nyilatkozta, hogy az albumon valószínűleg 16 dal lesz. 2021 április 26-án bejelentette az album címét Instagramon, amely posztban szerepelt az azonos című kislemez 15 másodperces részlete, amely korábban a dokumentumfilmben is hallható volt.
2021 áprilisában hivatalosan is bejelentette az albumot és annak megjelenési dátumának 2021. július 30-at tűzte ki.

## Számlista
Az összes dal szerzője Billie Eilish O'Connell és Finneas O’Connell. 
| Happier Than Ever | Happier Than Ever         | Happier Than Ever | Happier Than Ever | Happier Than Ever | Happier Than Ever | Happier Than Ever | Happier Than Ever | Happier Than Ever | Happier Than Ever |
|                   | Cím                       | Hossz             |                   |                   |                   |                   |                   |                   |                   |
| ----------------- | ------------------------- | ----------------- | ----------------- | ----------------- | ----------------- | ----------------- | ----------------- | ----------------- | ----------------- |
| 1.                | Getting Older             | 4:04              |                   |                   |                   |                   |                   |                   |                   |
| 2.                | I Didn't Change My Number | 2:38              |                   |                   |                   |                   |                   |                   |                   |
| 3.                | Billie Bossa Nova         | 3:16              |                   |                   |                   |                   |                   |                   |                   |
| 4.                | my future                 | 3:30              |                   |                   |                   |                   |                   |                   |                   |
| 5.                | Oxytocin                  | 3:30              |                   |                   |                   |                   |                   |                   |                   |
| 6.                | GOLDWING                  | 2:31              |                   |                   |                   |                   |                   |                   |                   |
| 7.                | Lost Cause                | 3:32              |                   |                   |                   |                   |                   |                   |                   |
| 8.                | Halley's Comet            | 3:54              |                   |                   |                   |                   |                   |                   |                   |
| 9.                | Not My Responsibility     | 3:47              |                   |                   |                   |                   |                   |                   |                   |
| 10.               | OverHeated                | 3:34              |                   |                   |                   |                   |                   |                   |                   |
| 11.               | Everybody Dies            | 3:26              |                   |                   |                   |                   |                   |                   |                   |
| 12.               | Your Power                | 4:05              |                   |                   |                   |                   |                   |                   |                   |
| 13.               | NDA                       | 3:15              |                   |                   |                   |                   |                   |                   |                   |
| 14.               | Therefore I Am            | 2:53              |                   |                   |                   |                   |                   |                   |                   |
| 15.               | Happier Than Ever         | 4:58              |                   |                   |                   |                   |                   |                   |                   |
| 16.               | Male Fantasy              | 3:14              |                   |                   |                   |                   |                   |                   |                   |
| 56:07             |                           |                   |                   |                   |                   |                   |                   |                   |                   |

## Közreműködő előadók
- Billie Eilish – vokál, hangmérnök
- Finneas – producer, hangmérnök, vokális hangszerelés (összes); basszusgitár (1–5, 8–11, 15), dob programozás (1–15), zongora (1, 3, 8), szintetizátor (1–5, 7–13, 15, 16), háttérének (2, 7), elektromos gitár (3, 4, 8, 15), programozás (4, 15), szintetizátor basszus (4, 6, 7, 12, 13), Wurlitzer elektromos zongora (4, 16), ütőhangszerek (5, 6, 12, 13, 15), akusztikus gitár (7, 12, 16), Mellotron, Rhodes (11)
- Dave Kutch – master (1–3, 5–16)
- John Greenham – master (4)
- Rob Kinelski – keverés

## Slágerlisták
| Slágerlista (2021)                     | Legmagasabb pozíció |
| -------------------------------------- | ------------------- |
| Ausztrál Albumok (ARIA)                | 1                   |
| Belga Albumok (Ultratop Flanders)      | 1                   |
| Belga Albumok (Ultratop Wallonia)      | 1                   |
| Finn Albumok (Suomen virallinen lista) | 1                   |
| Francia Albumok (SNEP)                 | 1                   |
| Holland Albumok (Album Top 100)        | 1                   |
| Ír Albumok (OCC)                       | 1                   |
| Japán Albumok (Oricon)                 | 17                  |
| Japán Hot Albumok (Billboard Japan)    | 15                  |
| Litván Albumok (AGATA)                 | 1                   |
| Német Albumok (Offizielle Top 100)     | 1                   |
| Norvég Albumok (VG-lista)              | 1                   |
| Olasz Albumok (FIMI)                   | 1                   |
| Skót Albumok (OCC)                     | 1                   |
| Svéd Albumok (Sverigetopplistan)       | 1                   |
| UK Albums (OCC)                        | 1                   |
| Új-Zéland-i Albumok (RMNZ)             | 1                   |

## Megjelenés
| Region      | Dátum            | Formátum                                                                | Kiadó                   | For.          |
| ----------- | ---------------- | ----------------------------------------------------------------------- | ----------------------- | ------------- |
| Világszerte | 2021. július 30. | - kazetta - CD - digitális letöltés - streaming - hanglemez - díszdoboz | - Darkroom - Interscope | [ 31 ] [ 32 ] |